# Nyköpings varv
Nyköpings varv var ett varv i Nyköping, verksamt under olika former från slutet 1500-talet fram till 1866. Varvet var beläget tvärs över ån i förhållande till slottet.
Redan Karl IX inrättade en "skeppsgård" invid slottet i Nyköping. Den exakta verksamheten där är dock tämligen okänd. 1767 inrättades Nyköpings skeppsvarv av handelsmännen Carl och Johan Öberg, och 1779 erhöll varvet Kommerskollegiums privilegium under dåvarande ägaren krigsrådet Carl Erik Dewall. Varvets verksamhet tycks ha i början av 1800-talet. 1803 byggdes en briggskonert, 1805 ännu en briggskonert, 1806 en jakt, 1809 en barkass och två slupar. Därefter verkar byggnationen ha minskat. 1819 köptes varvet av Eberstein & Co i Norrköping tillsammans med bröderna Johan Fredrik och Carl Walmstedt i Nyköping. 1827 byggdes det första ångfartyget, hjulångaren Ellida. Adolf Eugène von Rosen blev ägare till varvet 1831, och lät utvidga den mekaniska verkstaden, varefter reparationer av ångmaskiner blev en viktig verksamhet. 1831 övervintrade ångfartyget Rosen vid verksamheten, även postångaren Constitution låg vintern 1831–1832 vid Nyköpings varv för övervintring och reparation. 1831 byggdes även hjulångaren Sjöhästen vid varvet. 1832 byggdes briggen Isac. Redan i november 1832 sålde von Rosen varvet till Thomas Fredrik Morsing. Av dokument från 1833 framgår att varvet med mekanisk verkstad då hade 93 vuxna och tre barn anställda. Vid samma tid fick varvet samma ägare som Nyköpings mässingsbruk. Man bytte och installerade även ångmaskiner på en mängd fartyg. Bland fartyg som byggdes vid varvet under den här tiden märks hjulångaren Solide sjösatt 1835 och hjulångaren Gripen sjösatt 1836. I slutet av 1830-talet fick man allt fler beställningar på reparationer, och 1840 började man planlägga en torrdocka för att kunna ta in fartygen i. Arbetet med grävningarna för torrdockan började på platsen för den tidigare Lilla slottsträdgården, men kom aldrig att fullföljas. När bolaget gick i konkurs 1844 fanns bara en lergrop på platsen. Under grävningarna på platsen påträffades dock i december 1844 en silverskatt bestående av en halsring, några armringar och omkring 500 mynt, präglade 1042–1066. Under 1839 byggdes tre hjulångare vid varvet: Landkrona, Wadman och Lyckeby, 1839 sjösattes hjulångaren Bellman. 1840 såldes varvet till Johan Albert Kantzow, men han sålde redan 1841 varvet vidare till Nyköpings mässingsbruk. Kantzow lät dock under sin tid som ägare av varvet bygga briggen Hindoo, som han sedan kom att använda för seglation på Ostindien. Sveriges då största ångfartyg Gauthiod sjösattes i Lübeck i juli 1840. Ångmaskinen tillverkades dock i Nyköping och monterades här under vintern 1840–1841: 1841 byggdes järnångfartyget Upsala vid varvet. Hon var tänkt för trafik mellan Stockholm och Uppsala, men refuserades av köparen. Fartyget döptes om till Experiment och efter många turer lyckades varvet 1845 sälja henne till Ryssland. En annan Upsala sjösatt 1842 byggdes visserligen inte i Nyköping men fick en maskin härifrån inmonterad. 1842 fanns 314 anställda vid företaget som inkluderade 246 man vid Factoriet, 42 vid Nyköpings mässingsbruk och 26 vid skeppsvarvet. Redan då började det gå sämre. 1843 fanns 226 anställda vid Factoriet, 37 vid Mässingsbruket och 31 vid varvet. 1844 avskedades ett 75-tal arbetare varefter de anställda var 172 på Factoriet, 22 på Mässingsbruket och 26 på Skessvarvet. 1845 då konkursen var ett faktum upptas 80 man på Factoriet och 18 på skeppsvarvet medan mässingsbruket inte nämns alls. August Bergman i Stockholm utsågs till konkursförvaltare, och han startade bygget av hjulångaren Hermoder vid varvet för att bereda viss sysselsättning för arbetarna. Hjulångslupen Guija, som sjösattes 1846 tillkom även under denna period. Vid konkursauktionen 1845 inköptes varvet av Bruksegarnas Hypoteks-Cassa, som hade stora fordringar på bolaget. Någon ny verksamhet startades dock inte, och hypotekskassan lyckades inte hitta någon köpare. Först i december 1852 lyckades man hitta en köpare i form av konsul Nils Magnus Höglund. Köpet verkar dock ha skett på spekulation, och någon verksamhet startade inte. Först i slutet av 1855 köptes varvet av Gustaf Adolf Lundhqvist. Med hjälp av investeringar från Johan Holm kunde det nya bolaget som fick namnet Nyköpings Mekaniska Verkstad. Mycket av produktionen kom att inriktas mot annat än fartygsproduktion, men även varvsverksamheten återupptogs. Som ledare för varvsverksamheten antogs Göthe Wilhelm Svenson.